# Banjar Aur
Banjar Aur is een bestuurslaag in het regentschap Mandailing Natal van de provincie Noord-Sumatra, Indonesië. Banjar Aur telt 1257 inwoners (volkstelling 2010).